# From Spirituals to Swing
From Spirituals to Swing est le titre donné à deux concerts présentés par le producteur John Hammond au Carnegie Hall de New York les 23 décembre 1938 et 24 décembre 1939. Ces concerts comprennent des performances réalisées par la crème des musiciens de jazz, de boogie woogie, de gospel et de blues de l'époque, dont Count Basie, Benny Goodman, Big Joe Turner et Pete Johnson, Helen Humes, Meade Lux Lewis, Albert Ammons, Rosetta Tharpe, les Mitchell's Christian Singers, le Golden Gate Quartet, James P. Johnson, Big Bill Broonzy et Sonny Terry. Un double album intitulé John Hammonds From Spirituals to Swing: The Legendary 1938 & 1939 Carnegie Hall Concerts est produit en 1959 sur Vanguard Records à partir des enregistrements réalisés lors de ces concerts, réédité sous forme de coffret 3 CD en 1999.

## Concert
La volonté de départ était de réaliser un hommage à Bessie Smith, disparue un an plus tôt, mais la mort de Robert Johnson en août, alors qu'il avait été sollicité pour participer au concert, modifie le projet. Blind Boy Fuller, également pressenti, se trouve en prison, et sera remplacé par Sonny Terry. Le souhait d'Hammond est de raconter une histoire de la musique afro-américaine, commençant avec les negro spirituals et menant aux big bands de swing, impliquant des artistes afro-américains. Hammond a du mal à obtenir le parrainage de l'événement car il implique de présenter des artistes noirs et blancs ensemble sur scène, devant un public blanc. Cependant, New Masses, le magazine proche du Parti communiste américain, accepte de le financer. Le choix de Carnégie Hall, s'impose naturellement, après le succès du concert de Benny Goodman dans cette même salle au début de l'année 1938.
Selon les notes de la pochette du coffret, « [e]n 1938 ... est conçu un concert au Carnegie Hall à New York pour présenter la musique afro-américaine depuis ses débuts bruts au jazz le plus actuel. Hammond... est l'un des éclaireurs de talents et un des producteurs de disques les plus influents de l'histoire, ayant "découvert" des artistes allant de Billie Holiday et Count Basie à [beaucoup plus tard] Bob Dylan et Bruce Springsteen. Le concert, intitulé From Spirituals To Swing, représente les thèmes communs qui existent dans la musique noire depuis ses origines en Afrique, à travers le gospel et le blues, le dixieland et finalement le swing. »
« Le 23 décembre 1938, From Spirituals To Swing est présenté dans une salle à guichets fermés... », 300 spectateurs supplémentaires doivent même s’asseoir sur scène. « Son succès suscite un autre concert la veille de Noël 1939... »
« L'importance musicale des deux concerts From Spirituals To Swing est difficile à nier. Cependant, les implications sociales et politiques sont tout aussi importantes. L'impact racial ne peut être ignoré, car des artistes afro-américains sont présentés à un public blanc au Carnegie Hall à un moment où un tel événement est, sinon inouï, extrêmement rare. Les liens étroits entre le monde du jazz et la gauche politique sont également évidents dans les deux sponsors des programmes : le journal marxiste New Masses et le Theatre Arts Committee, qui est une organisation ouvertement de gauche. John Hammond est un iconoclaste indépendant. Dans ses efforts pour favoriser la justice sociale et l'intégration, il s'est parfois trouvé en phase avec les groupes de défense des droits civiques et les communistes (bien que Hammond lui-même n'ait jamais été membre du Parti Communiste). L'impact de l'intégration des musiciens et des publics de jazz dans les années 1930 et 1940 est très influent sur l'histoire raciale du pays. From Spirituals To Swing n'est pas seulement un jalon musical dans l'histoire du jazz, il est également important socialement, même à un moment où la nation, ainsi que le monde, entre dans une période de bouleversements et de changements inconcevables. »
L'engouement pour le boogie-woogie de la fin des années 1930 et du début des années 1940 date de ces concerts. Johnson et Turner, ainsi que Lewis et Ammons, continuent à jouer après les concerts avec leurs apparitions au club Cafe Society, comme le font de nombreux autres artistes. Les mouvements de scène et l'extase musicale des artistes gospel sont nouveaux pour le public blanc et présagent beaucoup d'éléments qui apparaissent plus tard dans le rhythm and blues et le rock 'n' roll.

## Liste des artistes

### 23 décembre 1938
- The Count Basie Orchestra :

Ed Lewis, Harry Edison, Buck Clayton, Shad Collins (trompettes) ; Dicky Wells, Dan Minor, Benny Morton (trombones) ; Earle Warren (sax alto) ; Herschel Evans, Lester Young (sax ténor, clarinette) ; Jack Washington (sax baryton, sax alto) ; Count Basie (piano); Freddie Green (guitare rythmique) ; Walter Page (basse) ; Jo Jones (batterie) ; Ruby Smith (chant)
- Hot Lips Page (trompette) avec le Count Basie Orchestra
- Meade Lux Lewis (piano)
- Albert Ammons  (piano)
- Pete Johnson (piano)
- Joe Turner (chant) avec Pete Johnson
- Sister Rosetta Tharpe (chant) avec Albert Ammons
- Mitchell's Christian Singers :

William Brown (1er ténor), Julius Davis (2e ténor), Louis David (baryton), Sam Bryant (basse)
- Big Bill Broonzy (chant) avec Albert Ammons
- Sonny Terry (harmonica)
- James P. Johnson (piano)
- Jimmy Rushing (chant) avec le Count Basie Orchestra
- Helen Humes (chant) avec le Count Basie Orchestra
- The Kansas City Six :

Buck Clayton, Lester Young, Leonard Ware (guitare électrique), Freddie Green, Walter Page, Jo Jones
- New Orleans Feetwarmers :

Sidney Bechet (clarinette, sax soprano) ; Tommy Ladnier (trompette), Dan Minor, James P. Johnson ; Walter Page ; Jo Jones

### 24 décembre 1939
- Le Benny Goodman Sextet :

Benny Goodman (clarinette), Charlie Christian (guitare électrique), Lionel Hampton (vibraphone), Fletcher Henderson (piano), Arthur Bernstein (basse), Nick Fatool (batterie)
- James P. Johnson
- Ida Cox (chant) avec Shad Collins, Dicky Wells, Buddy Tate (sax ténor), James P. Johnson, Freddie Green, Walter Page, Jo Jones
- Big Bill Broonzy avec Albert Ammons
- Sonny Terry avec Bull City Red
- The Kansas City Six :

Buck Clayton, Lester Young, Charlie Christian, Freddie Green, Walter Page, Jo Jones
- Helen Humes avec James P. Johnson et le Count Basie Orchestra :

Ed Lewis, Harry Edison, Buck Clayton, Shad Collins, Dicky Wells, Dan Minor, Benny Morton, Earle Warren, Lester Young, Buddy Tate, Jack Washington, Count Basie, Freddie Green, Walter Page, Jo Jones
- Golden Gate Quartet :

Willie Johnson (1re basse), Henry Owens (1er ténor), William Langford (2e ténor), Orlandus Wilson (2e basse)

## Enregistrements
Les enregistrements des concerts commandés par Hammond sont effectués sur des disques acétate, et ne sont transférés sur bande qu'en 1953, puis sortis en 1959 sur un double album par Vanguard Records, sous le titre John Hammonds From Spirituals to Swing: The Legendary 1938 & 1939 Carnegie Hall Concerts, avec de fausses annonces enregistrées par Hammond l'année précédente. Parmi les morceaux originaux se cachent plusieurs enregistrements réalisés dans un studio en juin 1938 avec de petits groupes dirigés par Count Basie et des applaudissements supplémentaires. Les morceaux du Kansas City Six contiennent les seuls enregistrements live de Lester Young et Charlie Christian ensemble. 
L'album est réédité en 1987 par Vanguard sous la forme d'un double CD, puis d'un coffret triple CD en 1999 comportant 23 inédits (dont 3 enregistrés en studio). À l'intérieur se trouvent deux documents : un livret moderne de 48 pages décrivant le contenu du coffret, et une reproduction du programme original de 1938 pour le spectacle. Le programme est intitulé The New Masses Presents An Evening Of African American Negro Music - 'From Spirituals To Swing' [Dedicated to Bessie Smith]. Sa couverture montre une représentation du visage Bessie Smith.

## Liste des titres
Pistes du triple CD paru chez Vanguard Records en 1999 :

### Disque 1
| No  | Titre                                   | Auteur                                         | Interprète(s)                                                        | Durée |
| --- | --------------------------------------- | ---------------------------------------------- | -------------------------------------------------------------------- | ----- |
| 1.  | Swingin' the Blues (1938)               | Count Basie, Eddie Durham                      | Count Basie and his Orchestra                                        | 3:34  |
| 2.  | One O' Clock Jump                       | Count Basie                                    | Count Basie and his Orchestra                                        | 1:11  |
| 3.  | introduction 1 (enr. studio, 1958)      |                                                | John Hammond                                                         | 0:38  |
| 4.  | Blues with Lips                         | Count Basie                                    | Hot Lips Page, Count Basie Orchestra                                 | 3:11  |
| 5.  | I Never Knew (enr. studio, 3 juin 1938) | Ted Fio Rito, Gus Kahn                         | Kansas City Five                                                     | 3:11  |
| 6.  | Don't Be That Way                       | Edgar Sampson                                  | Kansas City Five                                                     | 4:04  |
| 7.  | introduction 2 (enr. studio, 1958)      |                                                | John Hammond                                                         |       |
| 8.  | Every Tub (enr. studio, 3 juin 1938)    | Count Basie, Eddie Durham                      | Count Basie Orchestra                                                | 2:54  |
| 9.  | Blues with Helen                        | Count Basie, Helen Humes                       | Helen Humes, Kansas City Five                                        | 3:35  |
| 10. | introduction 3 (enr. studio, 1958)      |                                                | John Hammond                                                         |       |
| 11. | I Ain't Got Nobody                      | Roger A. Graham, Dave Peyton, Spencer Williams | Count Basie Orchestra                                                | 3:48  |
| 12. | Jumpin' Blues                           | Meade Lux Lewis, Albert Ammons, Pete Johnson   | Meade Lux Lewis, Albert Ammons, Pete Johnson                         | 2:22  |
| 13. | Honky Tonk Train Blues                  | Meade Lux Lewis                                | Meade Lux Lewis                                                      | 2:39  |
| 14. | Low Down Dog                            | Leroy Carr, Joe Turner                         | Joe Turner & Pete Johnson                                            | 2:22  |
| 15. | It's All Right Baby                     | Joe Turner, Pete Johnson                       | Joe Turner & Pete Johnson                                            | 2:39  |
| 16. | Boogie Woogie                           | Albert Ammons                                  | Albert Ammons                                                        | 3:49  |
| 17. | Cavalcade of Boogie                     | Meade Lux Lewis, Albert Ammons, Pete Johnson   | Meade Lux Lewis, Albert Ammons, Pete Johnson, Walter Page & Jo Jones | 3:05  |
| 18. | Rock Me                                 | Rosetta Tharpe                                 | Rosetta Tharpe, Albert Ammons                                        | 2:14  |
| 19. | That's All                              | Irving Berlin                                  | Rosetta Tharpe, Albert Ammons                                        | 1:39  |
| 20. | What More Can Jesus Do?                 | traditionnel                                   | Mitchell's Christian Singers                                         | 2:11  |
| 21. | My Poor Mother Died A' Shoutin'         | traditionnel                                   | Mitchell's Christian Singers                                         | 2:14  |
| 22. | Are You Living Humble                   | traditionnel                                   | Mitchell's Christian Singers                                         | 2:51  |

### Disque 2
| No  | Titre                                      | Auteur                                      | Interprète(s)                                 | Durée |
| --- | ------------------------------------------ | ------------------------------------------- | --------------------------------------------- | ----- |
| 1.  | Weary Blues (1938)                         | Artie Matthews                              | Sidney Bechet and his New Orleans Feetwarmers | 2:07  |
| 2.  | Milenberg Joys                             | Jelly Roll Morton, Leon Roppolo, Paul Mares | Sidney Bechet and his New Orleans Feetwarmers | 1:47  |
| 3.  | I Wish I Could Shimmy Like My Sister Kate  | Armand J. Piron                             | Sidney Bechet and his New Orleans Feetwarmers | 2:23  |
| 4.  | It Was Just a Dream                        | Big Bill Broonzy                            | Big Bill Broonzy, Albert Ammons               | 3:13  |
| 5.  | Fox Chase (1938)                           | Sonny Terry                                 | Sonny Terry                                   | 2:17  |
| 6.  | Carolina Shout                             | James P. Johnson                            | James P. Johnson                              | 2:24  |
| 7.  | Stealin' Blues                             | Andy Razaf, Fats Waller                     | Jimmy Rushing, Count Basie Orchestra          | 3:43  |
| 8.  | After You've Gone                          | Henry Creamer, Turner Layton                | Lester Young, Kansas City Six                 | 4:53  |
| 9.  | Oh Lady Be Good (enr. studio, 3 juin 1938) | George Gershwin, Ira Gershwin               | Lester Young, Kansas City Five                | 3:23  |
| 10. | Allez-Oop (enr. studio, 3 juin 1938)       | C. Williams                                 | Kansas City Five                              | 3:53  |
| 11. | Mortgage Stomp (enr. studio, 3 juin 1938)  | Count Basie                                 | Kansas City Five                              | 3:33  |
| 12. | spoken introduction (1939)                 |                                             | Sterling A. Brown                             | 4:41  |
| 13. | Gospel Train                               | traditionnel                                | Golden Gate Quartet                           | 2:09  |
| 14. | I'm On My Way                              | traditionnel                                | Golden Gate Quartet                           | 3:00  |
| 15. | Noah                                       | traditionnel                                | Golden Gate Quartet                           | 2:50  |

### Disque 3
| No  | Titre                                     | Auteur                          | Interprète(s)                                        | Durée |
| --- | ----------------------------------------- | ------------------------------- | ---------------------------------------------------- | ----- |
| 1.  | I Got Rhythm (1939)                       | George Gershwin, Ira Gershwin   | Benny Goodman Sextet                                 | 3:20  |
| 2.  | Flying Home                               | Lionel Hampton, Benny Goodman   | Benny Goodman Sextet                                 | 3:19  |
| 3.  | Memories of You                           | Andy Razaf, Eubie Blake         | Benny Goodman Sextet                                 | 3:10  |
| 4.  | Stompin' at the Savoy                     | Edgar Sampson                   | Benny Goodman Sextet                                 | 3:20  |
| 5.  | Honeysuckle Rose                          | Andy Razaf, Fats Waller         | Benny Goodman Sextet                                 | 3:57  |
| 6.  | Blueberry Rhyme                           | James P. Johnson                | James P. Johnson                                     | 3:26  |
| 7.  | The Mule Walk                             | James P. Johnson                | James P. Johnson                                     | 2:25  |
| 8.  | Low Down Dirty Shame                      | Pete Johnson, Joe Turner        | Ida Cox, James P. Johnson, Count Basie Orchestra     | 2:37  |
| 9.  | Four Day Creep                            | Ida Cox                         | Ida Cox, James P. Johnson, Count Basie Orchestra     | 3:26  |
| 10. | Done Got Wise                             | Big Bill Broonzy                | Big Bill Broonzy, Albert Ammons                      | 2:54  |
| 11. | Louise, Louise Blues                      | Big Bill Broonzy                | Big Bill Broonzy, Albert Ammons                      | 2:54  |
| 12. | Mountain Blues                            | Sonny Terry                     | Sonny Terry                                          | 3:14  |
| 13. | The New John Henry                        | Sonny Terry                     | Sonny Terry, Bull City Red                           | 3:35  |
| 14. | Paging the Devil                          | Walter Page                     | Kansas City Six                                      | 3:47  |
| 15. | Way Down Yonder in New Orleans            | Henry Creamer, Turner Layton    | Kansas City Six                                      | 2:30  |
| 16. | Good Morning Blues                        | Count Basie                     | Kansas City Six                                      | 3:52  |
| 17. | Old Fashioned Love                        | James P. Johnson, Cecil Mack    | Helen Humes, James P. Johnson, Count Basie Orchestra | 2:12  |
| 18. | If I Could Be with You (One Hour Tonight) | James P. Johnson, Henry Creamer | Helen Humes, James P. Johnson, Count Basie Orchestra | 3:01  |
| 19. | That Rhythm Man                           | arr. Jimmy Mundy                | Hot Lips Page, Count Basie Orchestra                 | 2:35  |
| 20. | Oh Lady Be Good                           | George Gershwin, Ira Gershwin   | jam session                                          | 10:21 |